# Hojicha
Le Hōjicha (ほうじ茶) (« thé grillé ») est un thé vert torréfié japonais.

## Fabrication
Le thé torréfié hōjicha est comme son nom l'indique composé de feuilles de thé vert ayant fait l'objet d'une torréfaction. Les thés verts employés sont avant tout du bancha, thé japonais ordinaire de qualité moyenne ou basse,,, mais parfois aussi du sencha, thé de meilleure qualité, ou encore du kukicha, constitué de tiges de théiers.
La méthode de fabrication traditionnelle emploie un poêlon en céramique appelé hōroku. Le hōjicha aurait été élaboré pour la première fois dans les années 1920 à Kyōto, avec une cuisson à haute température (environ 200°C),. Des feuilles de thé torréfié entrent également dans la composition du genmaicha, où elles sont mêlées à des grains de riz soufflés, tandis que le mugicha, « thé à l'orge », est composé de grains d'orge torréfiés.
La torréfaction des feuilles est de durée variable, et leur couleur va du kaki au chocolat selon le degré de torréfaction.

## Composition chimique
Le processus de torréfaction entraîne des modifications dans la qualité du thé vert. Des analyses ont identifié une diminution des tanins, de l'eau et de l'acide ascorbique contenus dans les feuilles de thé. 
Le hōjicha a des teneurs en caféine et en catéchine moindres que celles des autres thés verts, sans doute le résultat de la torréfaction. Selon des analyses menées en 1988 sur différents thés japonais, le thé torréfié présentait en moyenne une teneur en catéchines de 8,32 %, contre 12,33 % pour le bancha et 13,56 % pour le sencha de qualité moyenne.

## Préparation et dégustation

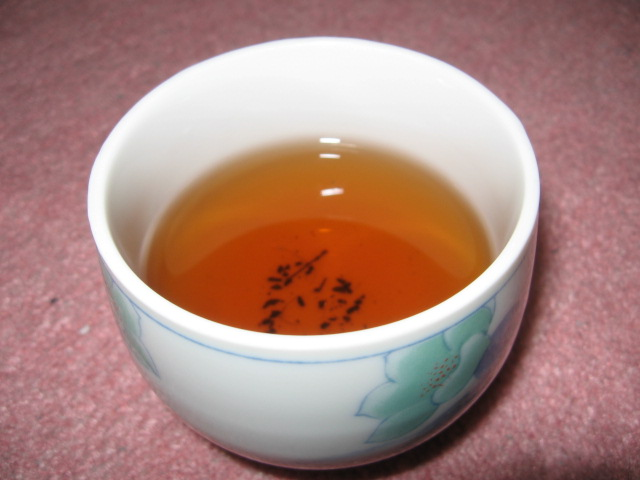
Tasse contenant du hōjicha.

Comme les feuilles de thé vert composant le hōjicha ont été torréfiées, elles peuvent être infusées avec de l'eau bouillante. D'autres conseillent une eau à 85°C, avec une durée d'infusion d'une trentaine de secondes,. On emploie couramment une théière japonaise d'une trentaine de centilitres (kyūsu), comme pour le bancha,. 
L'infusion du hōjicha présente plusieurs nuances de couleurs, du vert bronze au noir. Ce thé libère des odeurs et arômes sucrés, grillés et végétaux, également boisés et fruités, vanille.
Le hōjicha est un thé très populaire au Japon. Il est notamment servi dans les restaurants de poissons crus puisqu'il s'accorde très bien avec ces mets. En raison de sa faible teneur en caféine, c'est un thé qui est couramment bu en soirée, voire avant de se coucher. Il s'apprécie également glacé,.
Comme le matcha, le hōjicha peut également être consommé sous forme de poudre. Le hojicha en poudre est utilisé dans des boissons de type hojicha latte, des smoothies, des crèmes glacées, et il entre dans la composition de pâtisseries.